# 폴거 셰익스피어 도서관
폴거 셰익스피어 도서관(영어: Folger Shakespeare Library)은 미국 워싱턴 D.C. 캐피틀힐에 위치한 도서관이다.